# Neoperla katmanduana
Neoperla katmanduana är en bäcksländeart som beskrevs av Harper 1977. Neoperla katmanduana ingår i släktet Neoperla och familjen jättebäcksländor. Inga underarter finns listade i Catalogue of Life.